# Narcissia canariensis
Narcissia canariensis är en sjöstjärneart som först beskrevs av D'Orbigny 1839.  Narcissia canariensis ingår i släktet Narcissia och familjen Ophidiasteridae. Inga underarter finns listade i Catalogue of Life.